# おひとり様物語
『おひとり様物語』（おひとりさまものがたり、Story of herself）は、谷川史子による日本の漫画。2007年に創刊された講談社の少女漫画誌『Beth』にて創刊号から6回掲載され、同誌休刊後の2008年以降は同社の『Kiss』にて2022年まで不定期で掲載された。

## 作風
年齢や職業が異なる「おひとり様」の恋愛や暮らしを描いたオムニバス作品。「おひとり様」はパートナー（彼氏や恋人）がいない30代独身の女性と定義されているが、本作では遠距離恋愛など物理的な理由で「ひとり」の女性や、パートナーと心が離れてしまっており心理的に「ひとり」の女性、大学生など年齢の若い女性も含まれており、まれに男性主人公も登場する。
虚構新聞のUKによると、本作は「さまざまな女性の姿を通しておひとりさまの楽しさ、力強さ、淋しさ、哀しさといったさまざまな気持ちの揺れ動きを丁寧に」描かれた作品である。
ライターの立花ももによると、本作は「おひとり様＝さみしい、じゃなくて、さみしいときも大丈夫なときもあるのがふつうだよね、っていう寄りそい方をしてくれる、とっても優しい」作品となっている。

## イベント
本作の完結を記念して、2022年11月3日から15日まで東京都の京橋 SPAN ART GALLERYにて「谷川史子原画展 FUMIKO TANIKAWA EXHIBITION」が開催される。

## 書誌情報
- 谷川史子 『おひとり様物語』 講談社〈ワイドKC Kiss〉、全10巻
  1. 2008年10月10日発売[2]、ISBN 978-4-06-337653-1
  2. 2010年3月12日発売[11][12]、ISBN 978-4-06-337685-2
  3. 2011年5月13日発売[13][14]、ISBN 978-4-06-337721-7
  4. 2012年8月10日発売[4][15]、ISBN 978-4-06-337753-8
  5. 2014年5月13日発売[16]、ISBN 978-4-06-337795-8
  6. 2016年2月12日発売[17][18]、ISBN 978-4-06-337837-5
  7. 2017年8月9日発売[19]、ISBN 978-4-06-337867-2
  8. 2019年2月13日発売[20][21]、ISBN 978-4-06-514548-7
  9. 2020年8月12日発売[22]、ISBN 978-4-06-520541-9
  10. 2022年9月13日発売[23]、ISBN 978-4-06-528626-5